# Phương Liễu
Phương Liễu là một phường thuộc tỉnh Bắc Ninh, Việt Nam.

## Địa lý
Phường Phương Liễu có vị trí địa lý:
- Phía đông giáp các phường Quế Võ
- Phía tây giáp phường Nam Sơn
- Phía nam giáp phường Bồng Lai và xã Chi Lăng
- Phía bắc giáp các phường Nhân Hòa và phường Vũ Ninh.

Phường Phương Liễu có diện tích 13,37 km², dân số 42.255 người, mật độ dân số đạt 3.160 người/km².

## Hành chính
Phường Phương Liễu gồm các khu phố: Do Nha, Phương Cầu, Giang Liễu và Hà Liễu.

## Lịch sử
Trước đây, Phương Liễu là một xã thuộc huyện Quế Võ.
Ngày 13 tháng 2 năm 2023, Ủy ban Thường vụ Quốc hội ban hành Nghị quyết số 723/NQ-UBTVQH15 (nghị quyết có hiệu lực từ ngày 10 tháng 4 năm 2023). Theo đó, thành lập thị xã Quế Võ và thành lập phường Phương Liễu thuộc thị xã Quế Võ trên cơ sở toàn bộ 8,35 km² diện tích tự nhiên, 30.127 người của xã Phương Liễu.
Ngày 16 tháng 6 năm 2025, Ủy ban Thường vụ Quốc hội ban hành Nghị quyết số 1658/NQ-UBTVQH15 của UBTVQH về việc sắp xếp các đơn vị hành chính cấp xã của tỉnh Bắc Ninh năm 2025. Theo đó, sắp xếp toàn bộ diện tích tự nhiên, quy mô dân số của phường Phượng Mao và phường Phương Liễu thành phường mới có tên gọi là phường Phương Liễu.

## Địa chỉ trụ sở các cơ quan
- Trụ sở UBND phường: Đường Trần Hưng Đạo, khu phố Giang Liễu, phường Phương Liễu
- Trụ sở Đảng ủy, HDND, Ủy ban MTTQ phường: Phố Nguyễn Nhân Dư, khu phố Mao Dộc, phường Phương Liễu
- Trung tâm phục vụ hành chính công: Đường Trần Hưng Đạo, khu phố Giang Liễu, phường Phương Liễu
- Công an phường: Số 20, phố Nguyễn Đình Trạch, phường Phương Liễu

## Giáo dục
- Trường Trung học cơ sở Nguyễn Cao
- Trường Mầm non, Tiểu học, Trung học cơ sở Phương Liễu
- Trường Mầm non, Tiểu học, Trung học cơ sở Phượng Mao

## Giao thông
Hệ thống giao thông chính tại phường:
- Quốc lộ 18: Hà Nội - Quảng Ninh
- Đường gom khu công nghiệp Quế Võ
- Hệ thống xe buýt: Tuyến BN02 (Bắc Ninh - Sao Đỏ), Tuyến 212 (Bến xe Mỹ Đình - Bến xe Quế Võ).

### Các tuyến đường, phố chính
- Đường Trần Hưng Đạo
- Đường Quang Trung
- Đường Trương Định
- Phố Tú Mỡ
- Phố Trần Bình Trọng
- Phố Thân Nhân Trung
- Phố Lương Định Của
- Phố Hà Liễu
- Phố Tôn Thất Thuyết
- Phố Giang Liễu
- Phố Giang Liễu 1
- Phố Giang Liễu 2
- Phố Phan Kế Bính
- Phố Dương Giai

## Kinh tế
Những năm đầu của thập niên 2000 trở về trước thì Phương Liễu vẫn là xã thuần nông, làng nghề và nhóm tiểu thủ công nghiệp hầu như không có. Từ những năm cuối thập niên 2000 khi có khu công nghiệp Quế Võ, kinh tế phường có sự bứt phá mạnh mẽ. Những năm đầu khu công nghiệp giải quyết việc làm cho lao động của phường. Sau đó thu hút, mở rộng và lấp đầy hơn thì nguồn lao động địa phương thiếu khiến cho một lượng lớn công nhân lao động từ các địa phương khác (nhiều nhất là khu vực các tỉnh trung du và miền núi phía Bắc) tới làm việc. Lao động tạm trú nhiều kéo theo nhiều dịch vụ, theo đó lao động trong phường lại có cơ hội chuyển dịch dần sang nhóm dịch vụ thương mại như: nhà hàng, quán cơm, nhà trọ, giải trí, các dịch vụ khác liên quan đến lao động tạm trú... Thực tế là khu vực từ cầu Ngà, làng Giang đến giáp ranh phường Phượng Mao mọc lên nhiều nhà cao tầng, cơ sở kinh doanh dịch vụ rất đa dạng. Hiện nay, Phương Liễu đã vươn lên là một trong những phường mà người dân có kinh tế khá giả nhất thị xã Quế Võ, thậm chí cả tỉnh Bắc Ninh từ khu công nghiệp.